# Ran Cohen

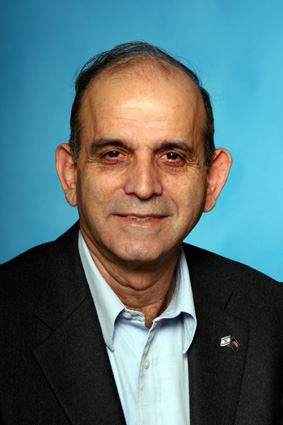
Ran Cohen

Ran Cohen (hebräisch רן כהן, * 20. Juni 1937 in Bagdad) ist ein ehemaliger Abgeordneter der Meretz und ehemaliger Minister für Handel und Wirtschaft in Israel. Er ist Sozialist und Zionist.

## Leben
Mit 13 Jahren wanderte er nach Israel ein und lebte im Kibbuz Gan Shmuel.
Cohen studierte Philosophie und Wirtschaft an der Universität Tel Aviv.
Von 1977 bis 1983 gehörte der ehemalige Offizier der Fallschirmjäger zur linken Partei „Sheli“ (Shalom Le-Israel), der auch prominente Friedensaktivisten wie Matti Peled und Uri Avnery angehörten, und die sich für Verhandlungen mit der PLO von Jassir Arafat einsetzte, als dieser noch offiziell in Israel als „Staatsfeind Nr. 1“ galt. 1983 kam es zum Bruch mit Peled um die Frage, ob die Sheli-Partei Yesh Gvul unterstützen sollte, eine Vereinigung israelischer Reservisten, die während des Libanonkrieges 1982–1983, der von einigen Kritikern in Israel und im Ausland als Angriffskrieg angesehen wurde, den Wehrdienst verweigerten und dafür inhaftiert wurden. Der ehemalige stellvertretende Generalstabschef Matti Peled befürwortete dies, Cohen, selber Oberst der Reserve, war dagegen. Er ging zur damaligen, von Shulamit Aloni geführten Ratz-Partei, die 1996 in der Meretz-Partei aufging.
Cohen war ab 1984 Abgeordneter der Ratz- und später der Meretz-Partei. 1992 war er stellvertretender Wohnungsbauminister im Kabinett Rabin, 1999/2000 Industrie- und Handelsminister im Kabinett Ehud Barak. In seiner Zeit als Knesset-Abgeordneter, engagierte sich Cohen gerade angesichts des vor allem von Likud-Regierungen massiv betriebenen Sozialabbaus weniger für außenpolitische Themen als vielmehr für sozialpolitische Angelegenheiten. Die Einführung des Mindestlohns und Verbesserungen im sozialen Wohnungsbau in den 1990er Jahren gingen auf seine Initiativen zurück. Cohen verstand sich als Anwalt der „Mizrahim“, der aus den arabischen Ländern von Marokko bis Irak und Jemen nach Israel eingewanderten Juden, die häufig in den unteren sozialen Schichten zu finden waren und sich oft von Machtpositionen in der israelischen Gesellschaft ausgeschlossen und diskriminiert fühlten.
2008 legte er seine politischen Ämter nieder. In der Meretz-Partei kritisierte der gebürtige Iraker Cohen häufig die Dominanz insbesondere der linken Parteien durch aus Osteuropa stammende aschkenasische Juden und führte darauf insbesondere seine Niederlagen bei mehreren Kampfabstimmungen um den Meretz-Vorsitz zurück.
Seit 2011 leitet Cohen das Standards Institute of Israel, die nationale Organisation für technische Normung vergleichbar dem deutschen DIN.
Er wohnt heute in Mewasseret Zion, ist verheiratet und hat vier Kinder.